# Predicción de acoplamiento proteína-proteína
La predicción de acoplamiento proteína-proteína, que en el contexto de la bioinformática suele denominarse simplemente como acoplamiento proteína-proteína, y que es frecuente ver en la literatura en castellano bajo su denominación en inglés protein-protein docking o, también, docking proteína-proteína, es la determinación de la estructura molecular de complejos formados por dos o más proteínas sin la necesidad de medida experimental. El estudio del acoplamiento proteína-proteína fue estimulado por el rápido incremento en la década de 1990 de las estructuras de proteínas disponibles, y ha estado bajo investigación intensiva desde entonces. Muchas proteínas que permanecen relativamente rígidas en la formación del complejo pueden ser acopladas actualmente con éxito. Hay métodos en desarrollo para manejar casos en los que la conformación interna de una o más partes cambia sustancialmente. 
El acoplamiento proteína-proteína no se refiere, en general, a la descripción de la trayectoria seguida por los componentes durante la formación del complejo; el único objeto del acoplamiento es el estado final del complejo. Puesto que el uso natural del término "acoplamiento" puede sugerir guía a lo largo de una trayectoria, "acoplamiento proteína-proteína" podría ser considerada como una denominación equivocada, de la misma manera que la frecuente ausencia del término "predicción" en su uso puede hacer creer en un enfoque químico y experimental del concepto en lugar del cálculo algorítmico que es.

## Introducción
Para la mayoría de las proteínas conocidas, su papel biológico, según queda caracterizado por cuáles otras proteínas interactúan con ella, no se entiende completamente. Hasta las proteínas que participan en un proceso biológico bien conocido (como, por ejemplo, el ciclo de Krebs), podrían tener compañeras de interacción o funciones que no se relacionen con esos procesos. Además, un amplio número de proteínas "hipotéticas" fueron descubiertas en la revolución genómica de finales de los 90 del siglo XX, sobre las que no se conoce información en absoluto con la excepción de sus secuencias de aminoácidos.
En casos de interacciones proteína-proteína conocidas, se presentan otras cuestiones. Se sabe que las enfermedades genéticas son causadas por proteínas incorrectamente plegadas o mutadas (la fibrosis quística, por ejemplo), y se desea entender qué interacciones anómalas proteína-proteína, si es que existen, puede causar una mutación determinada. En un futuro lejano podrían diseñarse proteínas para realizar funciones biológicas, y será esencial una determinación de las interacciones potenciales de tales proteínas. 
Para cualquier conjunto dado de proteínas pueden presentarse las siguientes cuestiones:
- ¿Pueden ligarse las proteínas in vivo?

Si se ligan,
- ¿cuál es la configuración espacial que adoptan en su estado compuesto?
- ¿cómo de fuerte o débil es su interacción?

Si no se ligan, ¿pueden ligarse induciendo una mutación?
Se asume que el acoplamiento proteína-proteína tiene el potencial definitivo para manejar detalladamente todas estas cuestiones. Además, y puesto que los métodos de acoplamiento pueden basarse en puros principios físicos, hasta las proteínas de función desconocida (o que hayan sido estudiadas relativamente poco) pueden ser acopladas. El único requisito es que su estructura molecular haya sido determinada experimentalmente, o bien estimada por alguna técnica teórica (ver predicción de estructura de proteínas). 

### Acoplamiento desólido rígidovs. acoplamiento flexible
Si los ángulos y longitudes de los enlaces, así como los ángulos de torsión, de los componentes no se modifican en ninguna etapa de la generación del complejo, se conoce como acoplamiento de sólido rígido. Se especula sobre si el acoplamiento de sólido rígido es lo suficientemente bueno para la mayoría de los acoplamientos. Cuando ocurre un cambio sustancial en la conformación entre los componentes en el momento de la formación del complejo, el acoplamiento de sólido rígido es inadecuado. Sin embargo, tomar en cuenta todos los cambios conformacionales posibles es prohibitivamente costoso en tiempo computacional. Los procedimientos que permiten este cambio conformacional, o procedimientos de acoplamiento flexible, deben seleccionar de forma inteligente un pequeño subconjunto de cambios conformacionales posibles para ser tomados en consideración.